# World Association for Symphonic Bands and Ensembles
Die World Association for Symphonic Bands and Ensembles (WASBE) ist eine weltweite Vereinigung für sinfonische Blasorchester und Bläserensembles zur Förderung der sinfonischen Blasmusik und ihrer öffentlichen Anerkennung.

## Organisation
Die WASBE wurde 1981 in Manchester (Großbritannien) gegründet und ist seit 1989 Mitglied der Kulturorganisation der Vereinten Nationen UNESCO. Im Jahr 2007 gehörten der WASBE und ihren nationalen Organisationen mehr als 1200 Mitglieder aus mehr als 50 Staaten an. Die deutsche Sektion ging 2002 aus der gemeinsamen Sektion Deutschland-Österreich hervor, Präsident der Deutschen Sektion ist Rolf Rudin.
Ziel der WASBE ist es, sinfonische Blasorchester als ernsthafte musikalische Orchesterform und seriöse Kulturträger in der Öffentlichkeit bekannt zu machen. Die Organisation fördert international die Verbreitung von Originalkompositionen für sinfonisches Blasorchester, also von Werken, die besonders für diese Orchesterform komponiert wurden. Sie vergibt Kompositionsaufträge und führt Kompositionswettbewerbe durch, organisiert weltweite Austauschprogramme für Musiker und Dirigenten, veranstaltet Weiterbildungsmaßnahmen und Tagungen. Im Jahr 1983 wurde erstmals eine internationale Konferenz veranstaltet, die seitdem im Zwei-Jahres-Rhythmus an wechselnden Orten stattfindet, darunter bisher Norwegen, Belgien, USA, die Niederlande, Großbritannien, Spanien, Japan, Österreich, die Schweiz, Schweden, Singapur, Irland und Taiwan. Die WASBE veröffentlicht das jährlich erscheinende WASBE-Journal sowie vierteljährlich das Internationale Bläsermagazin WASBE World.

## Veröffentlichungen
- World Association for Symphonic Bands and Ensembles: WASBE journal, veröffentlicht in Kooperation mit dem Institute for Band Research at the University of Music and Theatre Arts in Graz, Austria und der International Society for the Promotion and Investigation of Band Music (IGEB), Verlag Obermayer, Buchloe, ISSN 1435-5795